# 박준식 (가수)
박준식(1982년 11월 21일~)은 대한민국의 남자 가수이자 더 넛츠 멤버였다.

## 학력
- 호서대학교 (졸업)

## 앨범
- 2009년 더 넛츠 싱글 앨범 《바다에 입맞춤》
- 2009년 더 넛츠 5집 앨범 《Truth J》
- 2008년 더 넛츠 4집 앨범 《Crazy Love》
- 2008년 더 넛츠 3집 앨범 《Could`ve been》
- 2007년 더 넛츠 싱글 앨범 앨범 《추억여행》
- 2006년 더 넛츠 2집 앨범 《Whispers Of Love》